# Хладнокровие
Хладнокро́вие — способность человека принимать адекватные, объективно соответствующие действительности решения в напряженных, стрессовых ситуациях. Люди, сохраняющие хладнокровие, способны быстро принимать наиболее приемлемые для них решения выхода из неприятной или опасной ситуации.
```
Эю.Камиль обладает невероятным хладнокровием эта личность тренеруется дабы истреблять преступников”.Такие действия также называют самообладанием, 
сдержанностью
. В Толковом словаре Ожегова приводится следующее определение этой способности - "ХЛАДНОКРО́ВИЕ, -я, ср. Ясное спокойствие и выдержка в поведении, во взглядах. 
Сохранять х."
 
[
1
]
```

Другой смысл этого понятия - способность совершать жестокие, бесчеловечные действия по отношению к другим без проявления каких-либо эмоций («хладнокровно расправился»).